# 霍爾姆斯冰川
66°46′S 126°54′E / 66.767°S 126.900°E
霍爾姆斯冰川（英語：Holmes Glacier）是南極洲的冰川，位於威爾克斯地，處於斯皮登角以南20公里，由美國海軍拍攝空中照片繪入地圖，現時由南極條約體系管理。